# Prinsessor (album)
Prinsessor är den svenska sångerskan Lalehs andra studioalbum. Det släpptes 6 december 2006

## Låtlista
| Nr           | Titel                                                | Längd |
| ------------ | ---------------------------------------------------- | ----- |
| 1.           | Det är vi som bestämmer (Vem har lurat alla barnen?) | 4:12  |
| 2.           | Mamma                                                | 3:53  |
| 3.           | Closer                                               | 2:53  |
| 4.           | Call on Me                                           | 3:29  |
| 5.           | Prinsessor                                           | 4:19  |
| 6.           | November                                             | 3:48  |
| 7.           | Your Town                                            | 3:48  |
| 8.           | Step on You                                          | 3:44  |
| 9.           | I Know This                                          | 4:11  |
| 10.          | Part Two                                             | 2:20  |
| 11.          | Far har lärt mig                                     | 3:25  |
| 12.          | 12                                                   | 3:25  |
| Total längd: | Total längd:                                         | 44:40 |

## Listplaceringar
| Lista (2006-2007) | Topplacering |
| ----------------- | ------------ |
| Sverige           | 3            |